# María Beatriz Carreira Franceschi
María Beatriz Carreira Franceschi (South Bend, 25 de enero de 1984) es una investigadora y científica panameña enfocada en neurociencias. En 2017 recibió el Premio Nacional Por Las Mujeres en la Ciencia de L'Oreal-UNESCO  por su investigación científica sobre la enfermedad de Alzheimer.

## Trayectoria
Realizó sus estudios de licenciatura en Neurociencias y Psicología en Florida State University, en Panamá, y en la Universidad de Texas, Estados Unidos, culminándolos en 2007. Los estudios de maestría los enfocó en Cognición Aplicada en Neurociencias también en la Universidad de Texas en 2009. Los estudios doctorales en Ciencias Biomédicas los realizó en la University of Texas Southwestern Medical Center, culminándolos en mayo de 2016.  

Ese mismo año, al regresar a Panamá, comenzó a trabajar como investigadora del Centro de Neurociencias del Instituto de Investigaciones Científicas y Servicios de Alta Tecnología de Panamá (INDICASAT-AIP), e inició como investigadora en el proyecto Panamá Aging Research Initiative (PARI) que estudia el envejecimiento en Panamá. Desde ese mismo año lidera un grupo de investigación enfocado en ensayos preclínicos de Neurociencias básicas relacionados con neurodegeneración y, en especial en la enfermedad de Alzheimer. Sobre el trabajo que realiza María Beatriz ha comentado  
El trabajo de investigación que llevo adelante consiste en establecer modelos de laboratorio que nos permitan evaluar el potencial biomédico de compuestos para enfermedades neurodegenerativas. Hemos identificado algunos compuestos que protegen las células del cerebro y estamos probando esta función en ensayos in vivo para evaluar la actividad neuroprotectora de estos compuestos. 
De 2019 a 2020 dictó clases de posgrado en la Facultad de Medicina de la Universidad de Panamá. A partir de 2020 se adscribió como profesora adjunta de Psicología y Neurociencia en la filial de Florida State University en Panamá.  
Es miembro de varias organizaciones científicas como Fundación Ciencia en Panamá,  la Asociación Panameña para el Estudio de la Ciencia de Animales de Laboratorio y también pertenece a la Academia de Neurociencias de Panamá. 

## Premios y reconocimientos
- Premio Nacional L'Oréal-UNESCO Por las Mujeres en la Ciencia en 2017, primera edición de Panamá.[1]
- Investigadora categoría I del Sistema Nacional de Investigación en Panamá, 2017-2020.
- Fondos de la organización internacional Brain Awareness Week para organizar por primera vez la Semana del Cerebro en Panamá en 2020.[4]

## Publicaciones
María Beatriz Carreira cuenta con decenas de artículos científicos del trabajo realizado en la enfermedad de Alzheimer
- La depresión media la asociación entre la complejidad ocupacional y la cognición tardía en hispanos (2021).
- Biomarcadores inflamatorios, síntomas depresivos y caídas entre los ancianos de Panamá (2019).
- Diferencias individuales y de sexo en fenotipos de alta y baja respuesta (2017).